# Zmarli w roku 1901
Lista osób zmarłych w 1901:

## styczeń 1901
- 16 stycznia – Arnold Böcklin, szwajcarski malarz[1]
- 21 stycznia – Elisha Gray, amerykański wynalazca[2]
- 22 stycznia – Wiktoria, królowa brytyjska[3]
- 27 stycznia – Giuseppe Verdi, włoski kompozytor operowy[4]
- 28 stycznia – Josif Hurko, generał-gubernator Warszawy[5]

## luty 1901
- 1 lutego – Karl Kolbenheyer, niemiecki nauczyciel, działacz turystyczny Beskidenvereinu, badacz Tatr[6]
- 3 lutego – Yukichi Fukuzawa (jap. 福沢諭吉), japoński pisarz, pedagog, tłumacz, przedsiębiorca i politolog, założył Uniwersytet Keiō[7]
- 17 lutego – Ethelbert Nevin, amerykański pianista i kompozytor[8]
- 25 lutego – Wojciech Gerson, polski malarz[9]
- 26 lutego – Lucyna Ćwierczakiewiczowa, polska autorka książek kucharskich, publicystka[10]

## marzec 1901
- 8 marca – Aleksander Gierymski, polski malarz[11]
- 13 marca – Benjamin Harrison, amerykański polityk, dwudziesty trzeci prezydent USA w latach 1889-1893[12]

## kwiecień 1901
- 29 kwietnia – Izaak Mikołaj Isakowicz, zwany Złotoustym, arcybiskup lwowski obrządku ormiańskiego, polski patriota[13]

## maj 1901
- 1 maja – Christian Maclagan, szkocka archeolog i antykwariuszka[14]
- 21 maja – Joseph Olivier, francuski rugbysta, medalista olimpijski[15]
- 24 maja – Ludwik Zefiryn Moreau, kanadyjski biskup katolicki, błogosławiony[16]

## czerwiec 1901
- 5 czerwca – Dagny Juel, norweska pisarka[17]

## lipiec 1901
- 7 lipca – Johanna Spyri, szwajcarska pisarka, autorka m.in. powieści Heidi[18]

## sierpień 1901
- 5 sierpnia – Wiktoria Koburg, cesarzowa niemiecka[19]
- 12 sierpnia – Adolf Erik Nordenskiöld, baron, szwedzki geolog, mineralog[20]

## wrzesień 1901
- 9 września – Henri Toulouse-Lautrec francuski malarz i grafik[21]
- 14 września – William McKinley, amerykański polityk, dwudziesty piąty prezydent USA w latach 1897-1901[22]
- 18 września – Gustaw Adolf Gebethner, polski księgarz i wydawca[23]

## październik 1901
- 14 października – Marceli Nencki, polski lekarz, fizjolog, chemik, uczestnik powstania styczniowego[24]
- 17 października – Michał Bałucki, polski powieściopisarz i komediopisarz[25]
- 29 października – Leon Czolgosz, anarchista, zabójca prezydenta McKinleya[26]

## listopad 1901
- 22 listopada
  - Aleksandr Kowalewski, rosyjski zoolog i embriolog polskiego pochodzenia[27]
  - Tomasz Reggio, arcybiskup Genui, błogosławiony katolicki[28]
- 30 listopada – Edward John Eyre, angielski odkrywca[29]

## grudzień 1901
- 17 grudnia – Józef Manyanet i Vives, hiszpański duchowny katolicki, święty[30]